# مديحة مجدي
مديحة مجدي كاتبة، وروائية وقاصة مصرية وُلدت بمدينة الزقازيق بمحافظة الشرقية، وهي عضو باتحاد كتاب مصر.

## كتاباتها ومؤلفاتها
ألّفت مديحة مجدي العديد من الروايات، ومن أهمها:
- باسر و كهنة الفساد (رواية): صدرت عام 2010 عن مؤسسة دار الهلال للطباعة والنشر والتوزيع بالقاهرة.[1]
- آي.. الثعلب العجوز (رواية): صدرت عام 2010 عن مؤسسة دار الهلال للطباعة والنشر والتوزيع بالقاهرة.[2]
- أميرتي.. حرب التحرير (رواية): صدرت عام 2010 عن مؤسسة دار الهلال للطباعة والنشر والتوزيع بالقاهرة.[3]
- أمازيس.. السلام الخائن (رواية): صدرت عام 2011 عن مؤسسة دار الهلال للطباعة والنشر والتوزيع بالقاهرة.[4]
- رسائل الشجرة العتيقة (رواية): صدرت عام 2012 عن مؤسسة دار الهلال للطباعة والنشر والتوزيع بالقاهرة.[5]
- أمسيات صيفية (رواية): صدرت عام 2013 عن مؤسسة دار الهلال للطباعة والنشر والتوزيع بالقاهرة.[6]
- آنتف وعادت مصر (رواية): صدرت عام 2013 عن دار ميريت للنشر والتوزيع بالقاهرة.[7]
- زهرة الحارس (رواية): صدرت عام 2014 عن دار ميريت للنشر والتوزيع بالقاهرة، ورسم لوحة غلاف الرواية الفنان صلاح المر.[8][9][10]